# Kilimán
Kilimán község Zala vármegyében, a Nagykanizsai járásban, a Zalai-dombságban, a Zalaapáti-hát területén.

## Fekvése
Nagykanizsától 20 kilométerre északra, a Principális-csatorna völgyének keleti oldalán, Gelse és Alsórajk között, a 7527-es út mentén fekvő település; az innen keletre fekvő Kis-Balaton térségével a 7525-ös út kapcsolja össze.
Korábban vonattal elérhető volt a Szombathely–Nagykanizsa-vasútvonalon, de az alacsony utasforgalom miatt a 2010-es évek közepén a megálló megszűnt.

## Története
Nevét az írásos forrásokban 1583-ban Kielmansiget, majd 1589-ben Kilmansiget néven említett palánkvárról kapta, amelyet a Kanizsa-patak (ma Principális-csatorna) mocsaras völgyének védelme céljából Andreas Kielman építtetett, aki 1577-től 1580-ig Kanizsa várának főkapitánya volt. A Kilmansziget névalak idővel elveszítette a mocsaras környezettel kapcsolatos utótagját, és a Kilimán névalak maradt fenn. Mai nevét 1767—1769-ben említették először az írásos források Kilimány alakban.

## Közélete

### Polgármesterei
- 1990–1994: Ónodi Ferenc (független)[3]
- 1994–1998: Bársony Károly (független)[4]
- 1998–2002: Bársony Károly (független)[5]
- 2002–2006: Bársony Károly (független)[6]
- 2006–2010: Bársony Károly (független)[7]
- 2010–2014: Pusztai Szabolcs (független)[8]
- 2014–2019: Pusztai Szabolcs (független)[9]
- 2019–2024: Pusztai Szabolcs (független)[10]
- 2024– : Pusztai Szabolcs (független)[1]

## Népesség
A településnek az 1851-es népszámláláskor 250, 1910-ben 388, 1944-ben 439, 1996-ban pedig 304 magyar lakosa volt.
A település népességének változása:
| Lakosok száma | 237  | 243  | 237  | 237  | 228  | 226  | 214  |
|               | 2013 | 2014 | 2015 | 2021 | 2022 | 2023 | 2024 |

A 2011-es népszámlálás idején a nemzetiségi megoszlás a következő volt: magyar 86,3%, cigány 10,6%, német 1,17%, román 1,17%. A lakosok 92,5%-a római katolikusnak vallotta magát (5,3% nem nyilatkozott).
2022-ben a lakosság 88,2%-a vallotta magát magyarnak, 5,3% cigánynak, 1,8% németnek, 0,4-0,4% románnak, horvátnak és ukránnak, 1,8% egyéb, nem hazai nemzetiségűnek (11% nem nyilatkozott; a kettős identitások miatt a végösszeg nagyobb lehet 100%-nál). Vallásuk szerint 71,1% volt római katolikus, 1,8% evangélikus, 1,3% református, 0,4% görög katolikus, 0,9% egyéb keresztény, 0,9% egyéb katolikus, 2,6% felekezeten kívüli (21,1% nem válaszolt).

## Nevezetességei
Római katolikus Nagyboldogasszony-temploma 1994-ben épült.

## Híres kilimániak

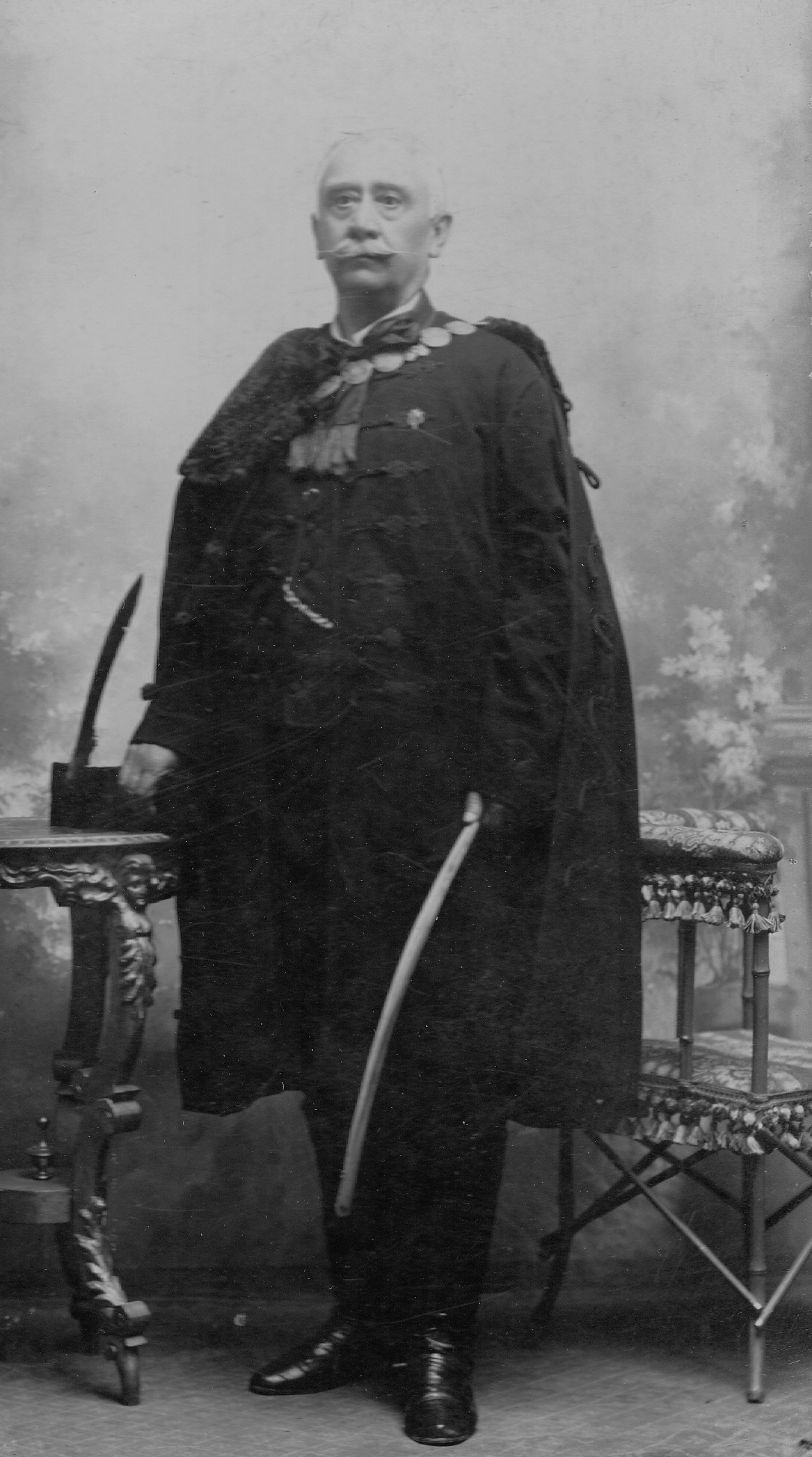
Dervarics Imre

- Dervarics Imre (1842–1910) alszolgabíró, a Függetlenségi és Negyvennyolcas Párt keszthelyi kerületi elnöke, a Zala megyei nemesi és alapítványi választmány tagja, a Magyar Iparvédő Egyesület keszthelyi fiókjának az elnöke, a Zalavármegyei Gazdasági Egyesület tagja, földbirtokos.